# Список чемпионов NXT в первом тяжёлом весе
Эта статья о чемпионах современного Чемпионата NXT в первом тяжёлом весе. Истории чемпионов, полутяжей, упразднёных чемпионатом см. Список чемпионов WWF в полутяжёлом весе и Список чемпионов WWE в первом тяжёлом весе.
Чемпионат NXT в первом тяжёлом весе (англ. NXT Cruiserweight Championship) ранее Чемпионат WWE в первом тяжёлом весе (англ. WWE Cruiserweight Championship) — упраздненный чемпионский титул в профессиональном реслинге продвигавшийся американским рестлинг-промоушеном World Wrestling Entertainment (WWE), на брендах Raw дивизиона полутяжеловесов 205 Live c 2020 года на NXT и NXT UK в дивизионе полутяжеловесов 205 Live. В дивизионе полутяжеловесов участвовали рестлеры вес которых не превышает 205 фунтов — 93 килограмма. Единственный чемпионат за последнее время в WWE, с ограничением веса. До Рестлмании 34 титул защищался в основном ростере на бренде Raw, и шоу 205 Live. В 2020 году чемпионат сменил название и был переведён на подготовительную площадку NXT. Защита титула происходила на брендах NXT, NXT UK и шоу 205 Live.
Чемпионат оспаривался в профессиональных матчах рестлинга, в которых участники отыгрывали тот или иной сценарии, положительного персонажа — Face-а и отрицательного Heel-а. Первым чемпионом стал Ти Джей Перкинс, который был награждён титулом за победу в турнире полутяжёловесо 14 сентября 2016 года. Последним чемпионом стал Кармело Хейс который в матче чемпион против чемпиона за объединение титулов победил Родерика Стронга. После победы Хейса на NXT: New Year's Evil (2022) от 4 января 2022 года чемпионат упразднили.
За всё время поясом владел 18 чемпионов, а всего смен владельца было 20 раз, двое числились сочемпионами, один раз чемпионство было вакантным. Один чемпион за историю чемпионата держала титул непрерывного в течение одного года (365 дней) или более: Джордан Девлин. Невилл и Энцо Аморе владели титулом дважды. Чемпионство Джордана Девлина является самым длительным, достигая 439 дней, он также имеет самое длинное комбинированное чемпионство, в 439 дней. Кармело Хейс владел титулом самое короткое время — менее минуты, так как после победы он объединил его с Североамериканским чемпионством Самым возрастным чемпионом был Родерик Стронг, он выиграл титул в 38 лет. Самым молодым чемпионом был Лио Раш завоевавший чемпионство в 24 года.

## История чемпионства в полутяжёлом весе

### Названия титула
| Название                            | Года                                        |
| ----------------------------------- | ------------------------------------------- |
| Чемпионат WWE в первом тяжёлом весе | 14 сентября 2016 года — 2 октября 2019 года |
| Чемпионат NXT в первом тяжёлом весе | 2 октября 2019 года — 4 января 2022 года    |

### Действующий чемпион NXT в первом тяжёлом весе
На 18 июля 2025 года титул упразднён.

### Список чемпионов
По состоянию на 18 июля 2025 года титулом владело восемнадцать чемпионов, двое были сочемпионами и один раза его делали вакантным.
| BX | Помеченные чемпионства, являются временными. |

#### Чемпионы 2010—2019 годов
| №  | Рестлер          | Фото | Дата                  | Статистика | Статистика | Статистика | Город                          | Шоу                                  | Примечания | Ссылки             |
| №  | Рестлер          | Фото | Дата                  | К.Ч.       | Дней       | WWE        | Город                          | Шоу                                  | Примечания | Ссылки             |
| -- | ---------------- | ---- | --------------------- | ---------- | ---------- | ---------- | ------------------------------ | ------------------------------------ | --- | ------------------ |
| 1  | Ти Джей Пёркинс  |      | 14 сентября 2016 года | 1          | 46         | 45         | Уинтер-Парк, Флорида, США      | Cruiserweight Classic Finale         | Победил Гран Металика в финале турнира и стал первым чемпионом.                                               | [ 21 ] [ Прим. 1 ] |
| 2  | Брайан Кендрик   |      | 30 октября 2016 года  | 1          | 30         | 30         | Бостон, Массачусетс, США       | Hell in a Cell (2016)                | Поединок один на один.                                                                                        | [ 22 ]             |
| 3  | Рич Суонн        |      | 29 ноября 2016 года   | 1          | 61         | 60         | Колумбия, Южная Каролина, США  | 205 Live                             | Поединок один на один.                                                                                        | [ 23 ]             |
| 4  | Невилл           |      | 29 января 2017 года   | 1          | 197        | 196        | Сан-Антонио, Техас, США        | Royal Rumble (2017)                  | Поединок один на один.                                                                                        | [ 24 ]             |
| 5  | Акира Тозава     |      | 14 августа 2017 года  | 1          | 6          | 5          | Бостон, Массачусетс, США       | Raw                                  | Поединок один на один.                                                                                        | [ 25 ]             |
| 6  | Невилл           |      | 20 августа 2017 года  | 2          | 35         | 35         | Бруклин, Нью-Йорк, США         | SummerSlam (2017)                    | Поединок один на один.                                                                                        | [ 26 ]             |
| 7  | Энцо Аморе       |      | 24 сентября 2017 года | 1          | 15         | 15         | Лос-Анджелес, Калифорния, США  | No Mercy (2017)                      | Поединок один на один.                                                                                        | [ 27 ]             |
| 8  | Калисто          |      | 9 октября 2017 года   | 1          | 13         | 12         | Индианаполис, Индиана, США     | Raw                                  | Поединок один на один.                                                                                        | [ 28 ]             |
| 9  | Энцо Аморе       |      | 22 октября 2017 года  | 2          | 93         | 92         | Миннеаполис, Миннесота, США    | TLC: Tables, Ladders & Chairs (2017) | Поединок один на один.                                                                                        | [ 29 ]             |
| —  | Титул вакантен   |      | 23 января 2018 года   | —          | —          | —          | —                              | —                                    | Титул стал вакантным после того, как было обнародовано обвинение Энцо Аморе об участие в сексуальном насилие. | [ 30 ] [ 31 ]      |
| 10 | Седрик Александр |      | 8 апреля 2018 года    | 1          | 181        | 180        | Новый Орлеан, Луизиана, США    | WrestleMania 34                      | Победил Мустафу Али в финале турнира и выиграл вакантный титул.                                               | [ 32 ] [ Прим. 2 ] |
| 11 | Бадди Мёрфи      |      | 6 октября 2018 года   | 1          | 183        | 183        | Мельбурн, Виктория, Австралия  | Super Show-Down (2018)               | Поединок один на один.                                                                                        | [ 33 ]             |
| 12 | Тони Низ         |      | 7 апреля 2019 года    | 1          | 77         | 77         | Ист-Ратерфорд, Нью-Джерси, США | WrestleMania 35                      | Поединок один на один.                                                                                        | [ 34 ]             |
| 13 | Дрю Гулак        |      | 23 июня 2019 года     | 1          | 108        | 108        | Такома, Вашингтон, США         | Stomping Grounds                     | Поединок «тройная угроза» в котором так же принял участие Акира Тозава.                                       | [ 35 ] [ Прим. 3 ] |
| 14 | Лио Раш          |      | 9 октября 2019 года   | 1          | 63         | 63         | Уинтер-Парк, Флорида, США      | NXT                                  | Поединок один на один.                                                                                        | [ 36 ]             |
| 15 | Анхель Гарза     |      | 11 декабря 2019 года  | 1          | 45         | 44         | Уинтер-Парк, Флорида, США      | NXT                                  | Поединок один на один.                                                                                        | [ 37 ]             |

#### Чемпионы с 2020—2022 годов
| №  | Рестлер                              | Фото | Дата                  | Статистика | Статистика   | Статистика   | Город                     | Шоу                           | Примечания | Ссылки                         |
| №  | Рестлер                              | Фото | Дата                  | К.Ч.       | Дней         | WWE          | Город                     | Шоу                           | Примечания | Ссылки                         |
| -- | ------------------------------------ | ---- | --------------------- | ---------- | ------------ | ------------ | ------------------------- | ----------------------------- | --- | ------------------------------ |
| 16 | Джордан Девлин                       |      | 25 января 2020 года   | 1          | 439          | 438          | Хьюстон, Техас, США       | Worlds Collide (2020)         | Фатальный четырёхсторонний поединок, в котором также приняли участие Исайя "Сверт" Скотт и Трэвис Бэнкс.                                                    | [ 38 ] [ Прим. 4 ] [ Прим. 5 ] |
| В1 | Эль Ихо дель Фантасма/Сантос Эскобар |      | 27 мая 2020 года      | —          | 316          | 308          | Уинтер-Парк, Флорида, США | NXT                           | Победил Дрейка Маверика в финале турнира и стал временным чемпионом. Джордан Девлин числится чемпионом не перестал. Трансляция состоялась 3 июня 2020 года. | [ 39 ] [ Прим. 6 ] [ Прим. 7 ] |
| 17 | Сантос Эскобар                       |      | 8 апреля 2021 года    | 1          | 321 (316 +5) | 313 (308 +5) | Орландо, Флорида, США     | NXT TakeOver: Stand & Deliver | C 27 мая 2020 года по 8 апреля 2021 года Эскобар числился временным чемпионом, с 8 апреля по 13 бесспорным.                                                 | [ 40 ] [ Прим. 8 ]             |
| 18 | Кушида                               |      | 13 апреля 2021 года   | 1          | 161          | 160          | Орландо, Флорида, США     | NXT                           | | [ 41 ]                         |
| 19 | Родерик Стронг                       |      | 21 сентября 2021 года | 1          | 105          | 105          | Орландо, Флорида, США     | NXT 2.0                       | Diamond Mine вмешивались в матч | [ 42 ]                         |
| 20 | Кармело Хейс                         |      | 4 января 2022 года    | 1          | <1           | <1           | Орландо, Флорида, США     | NXT: New Year's Evil (2022)   | На кону стояли оба титула Чемпионство NXT первого тяжёлого веса и Североамериканское чемпионство NXT.                                                       | [ 43 ]                         |
| —  | Упразднён                            |      | 4 января 2022 года    | —          | —            | —            | Орландо, Флорида, США     | NXT: New Year's Evil (2022)   | Чемпионство NXT первого тяжёлого веса было упразднено и объединено с Североамериканским чемпионством NXT.                                                   | [ 14 ] [ 43 ]                  |

### По количеству дней владения титулом
| Символ | Значение                                             |
| ------ | ---------------------------------------------------- |
| X+     | Действующий чемпион                                  |
| <1     | Чемпионы, которые владели титулом меньше одних суток |

На 18 июля 2025 года
| №  | Рестлер                              | Чемпионских титулов | Количество дней владения титулом | Количество дней владения титулом |
| №  | Рестлер                              | Чемпионских титулов | C даты завоевания                | Признанные федерацией            |
| -- | ------------------------------------ | ------------------- | -------------------------------- | -------------------------------- |
| 1  | Джордан Девлин                       | 1                   | 439                              | 438                              |
| 2  | Эль Ихо дель Фантасма/Сантос Эскобар | 1                   | 321                              | 313                              |
| 3  | Невилл                               | 2                   | 232                              | 231                              |
| 4  | Бадди Мёрфи                          | 1                   | 183                              | 183                              |
| 5  | Седрик Александр                     | 1                   | 181                              | 180                              |
| 6  | Кушида                               | 1                   | 161                              | 160                              |
| 7  | Дрю Гулак                            | 1                   | 108                              | 108                              |
| 7  | Энцо Аморе                           | 2                   | 108                              | 107                              |
| 9  | Родерик Стронг                       | 1                   | 105                              | 105                              |
| 10 | Тони Низ                             | 1                   | 77                               | 77                               |
| 11 | Лио Раш                              | 1                   | 63                               | 63                               |
| 12 | Рич Суонн                            | 1                   | 61                               | 60                               |
| 13 | Ти Джей Перкинс                      | 1                   | 46                               | 45                               |
| 14 | Анхель Гарза                         | 1                   | 45                               | 44                               |
| 15 | Брайан Кендрик                       | 1                   | 30                               | 30                               |
| 16 | Калисто                              | 1                   | 13                               | 12                               |
| 17 | Акира Тодзава                        | 1                   | 6                                | 5                                |
| 18 | Кармело Хейс                         | 1                   | <1                               | <1                               |

### Комментарии
1. ↑  Архивная копия от 12 апреля 2019 на Wayback Machine История титула на официальном сайте WWE

1. ↑  Таблица первого турнира за титул чемпиона WWE в первом тяжёлом весе (2016)
2. ↑  Таблица второго турнира за титул чемпиона WWE в первом тяжёлом весе (2018)
3. ↑  В октябре 2019 года титул стал общим для 205 Live и NXT с последующим переименованием в Чемпионство NXT в первом тяжёлом весе.
4. ↑  В январе 2020 года титул стал межбрендовым для 205 Live и NXT и NXT UK.
5. ↑  Чемпионство Девлина закончилось 8 апреля 2021 года на NXT TakeOver: Stand & Deliver в матче против временного чемпиона Сантоса Эскобара. Матч чемпион против чемпиона, за выявления бесспорного чемпиона полутяжей.
6. ↑  Из за сложившейся в мире ситуации с пандемией COVID-19, множество рестлеров находящихся дома, за пределами США, не могут въехать в страну из за закрытие границ. В это список попал Чемпион NXT в полутяжёлом весе Джордан Девлин который не может въехать на территорию США для записей шоу. WWE провели турнир для выявления временного чемпиона.
7. ↑  Таблица турнира за временное чемпионство NXT в первом тяжёлом весе (2020)
8. ↑  Чемпионство Эскобара считается единым, общее количество дней владения 321, признанные WWE 313 дней.